# PC23 Benny
De PC23 Benny is een langeafstandsfietsroute in het Luxemburgse nationale fietsroutenetwerk. De route vormt een verbinding tussen de PC22 Ardennenfietsroute en de PC3 Drei Rivieren-Radweg. Het traject is in twee richtingen bewegwijzerd.
Het traject bestaat uit een fietspad over de voormalige smalspoor-lijn 'Benny' tussen Bettel en Fouhren.

## Aansluitingen met andere routes
- In Fouhren kan worden aangesloten op de PC22 Ardennenfietsroute.
- In Bettel kan worden aangesloten op de PC3 Drei Rivieren-Radweg.